# Danuvia Gépgyár
A Danuvia Gépgyár magyar gépgyártó vállalat volt, amely kezdetben lőfegyvereket és lőszereket, szerszámgépeket, az 1950-es évektől pedig motorkerékpárokat is gyártott. Székhelye 1932-től Budapesten, a zuglói Angol utcában volt.

## Története
A fegyvergyárat 1920-ban hozta létre a magyar kormány, de a békeszerződés előírásai és a Szövetséges Ellenőrző Bizottság kijátszására rejtve, mint külkereskedelmi vállalatot alapították meg Danuvia Külkereskedelmi Rt. néven. A gyár alapvető feladata gyalogsági lőfegyverek és lőszerek gyártása volt.
Az 1930-as évek elején intenzíven növekedett a fegyverkezés üteme Magyarországon is. A magyar állam több külföldi, elsősorban német fegyver gyártási jogát vásárolta meg, melyeket a Danuviánál gyártottak.

## Képtár

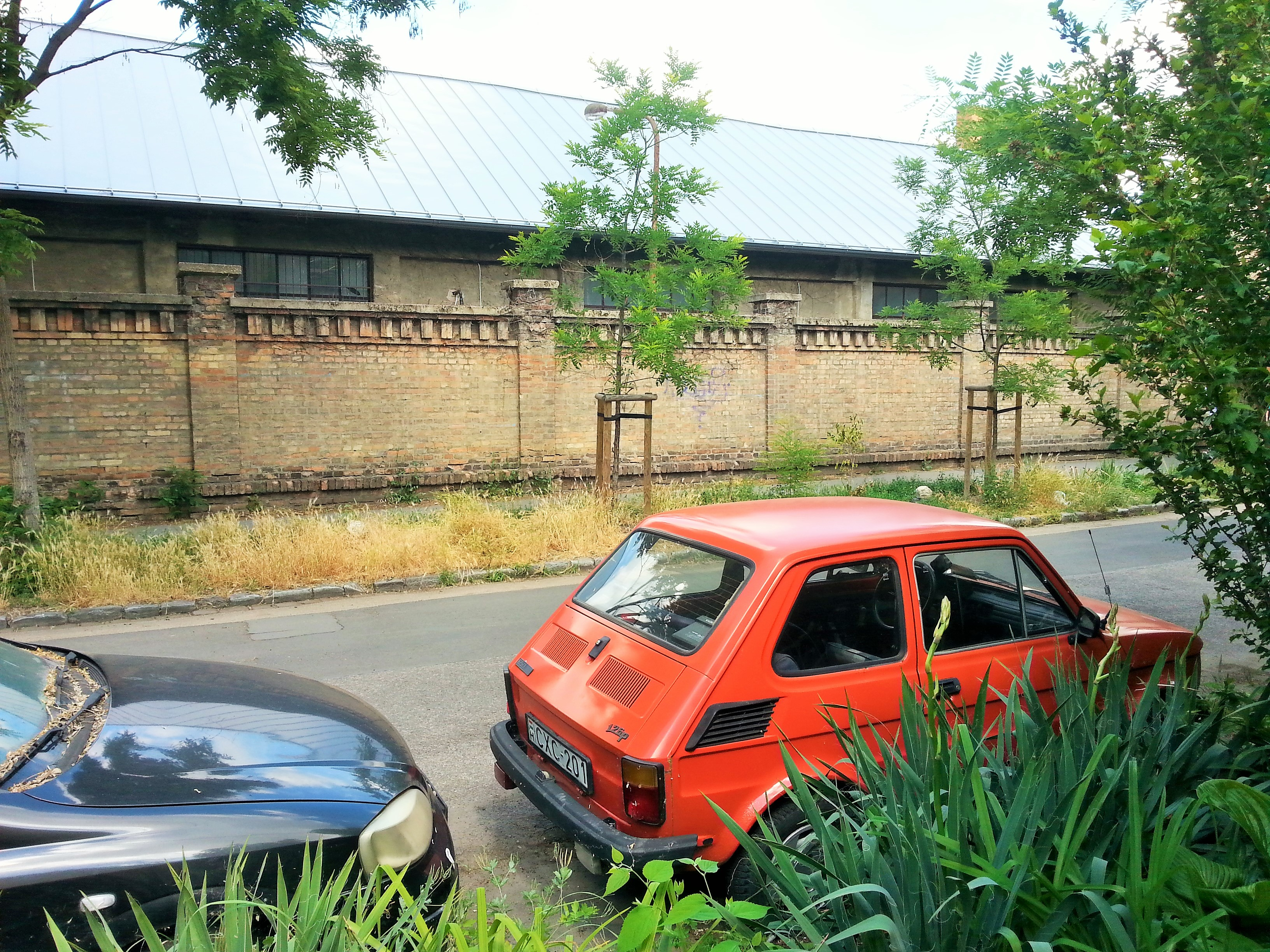
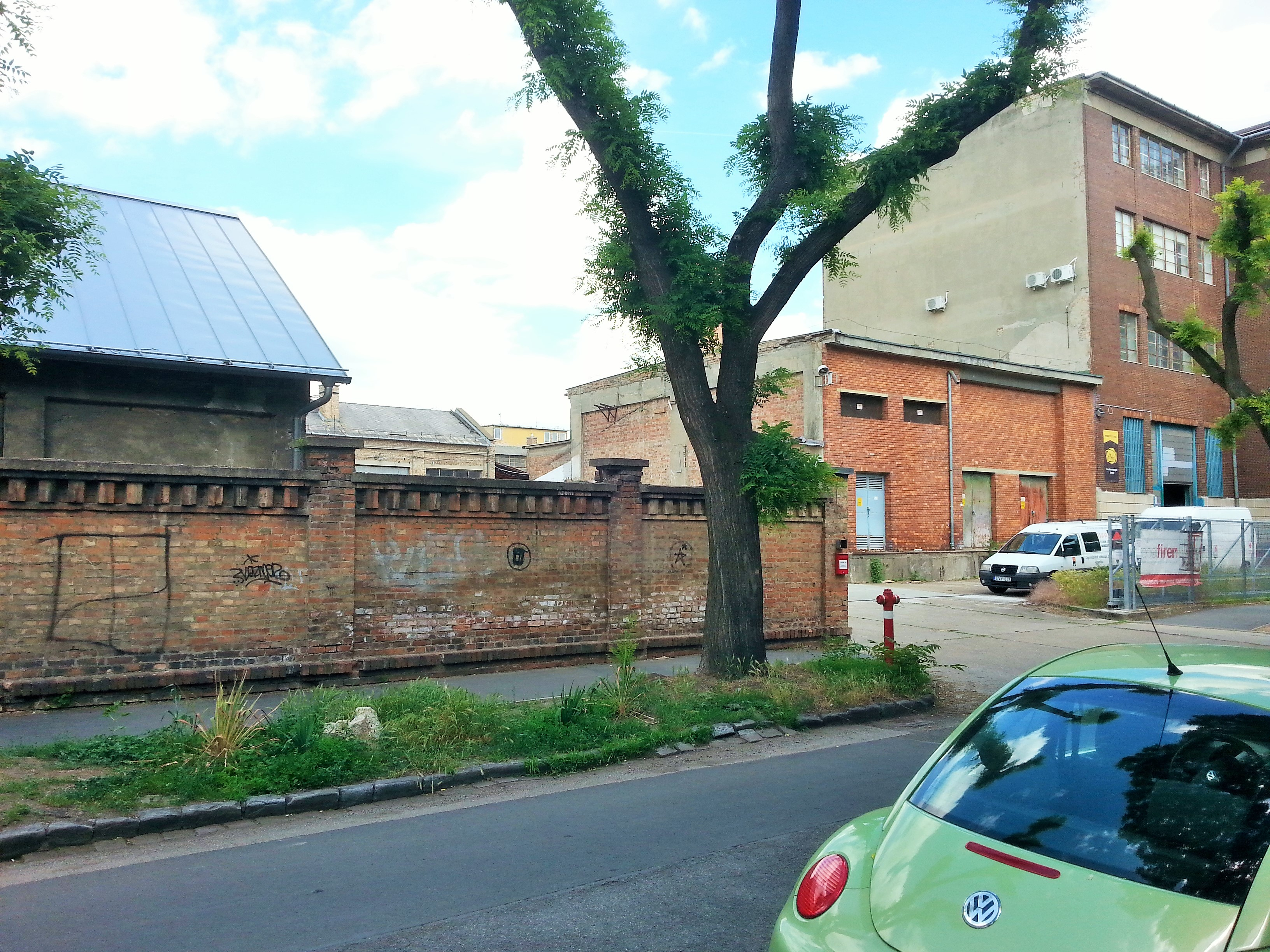
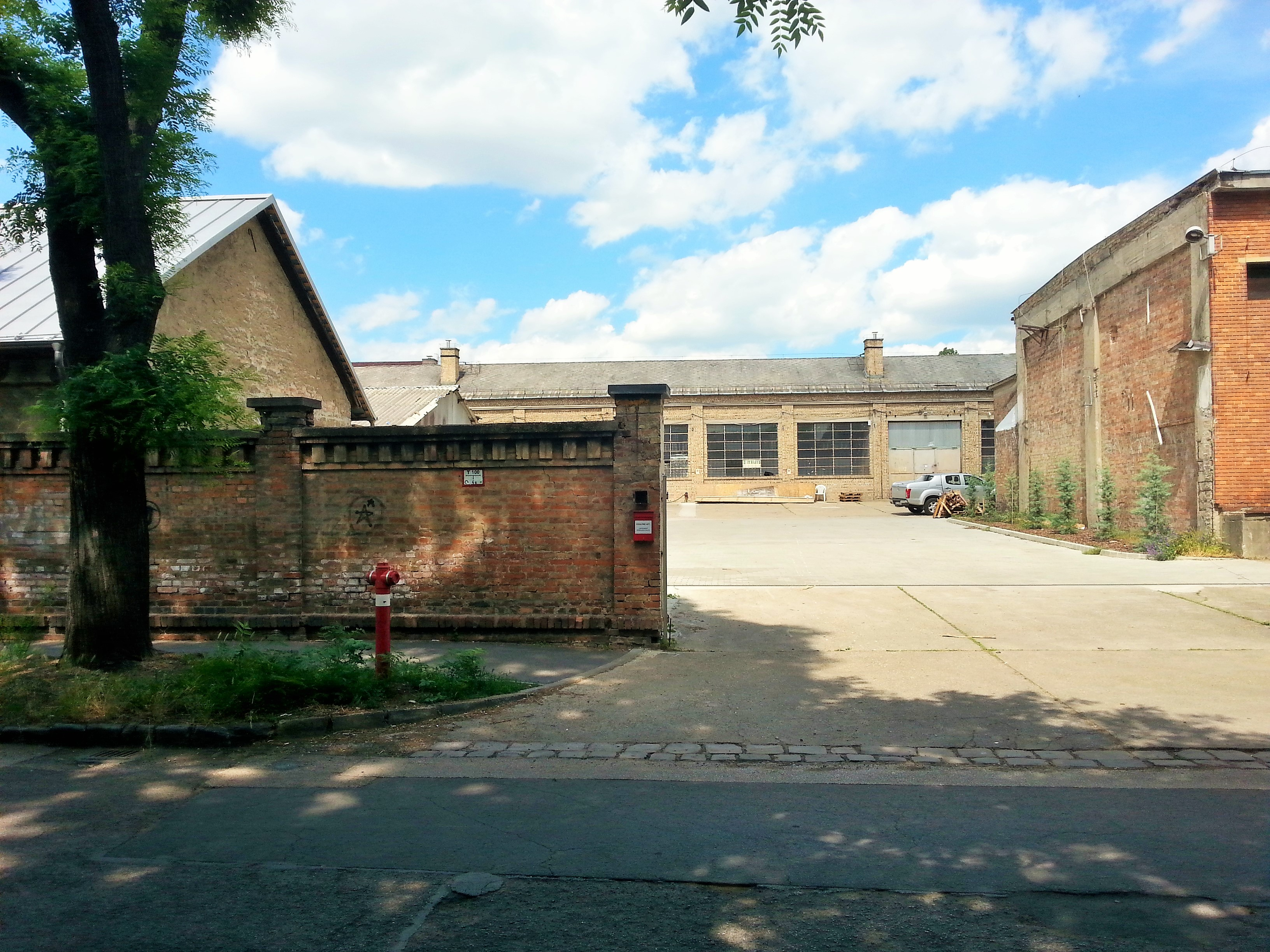
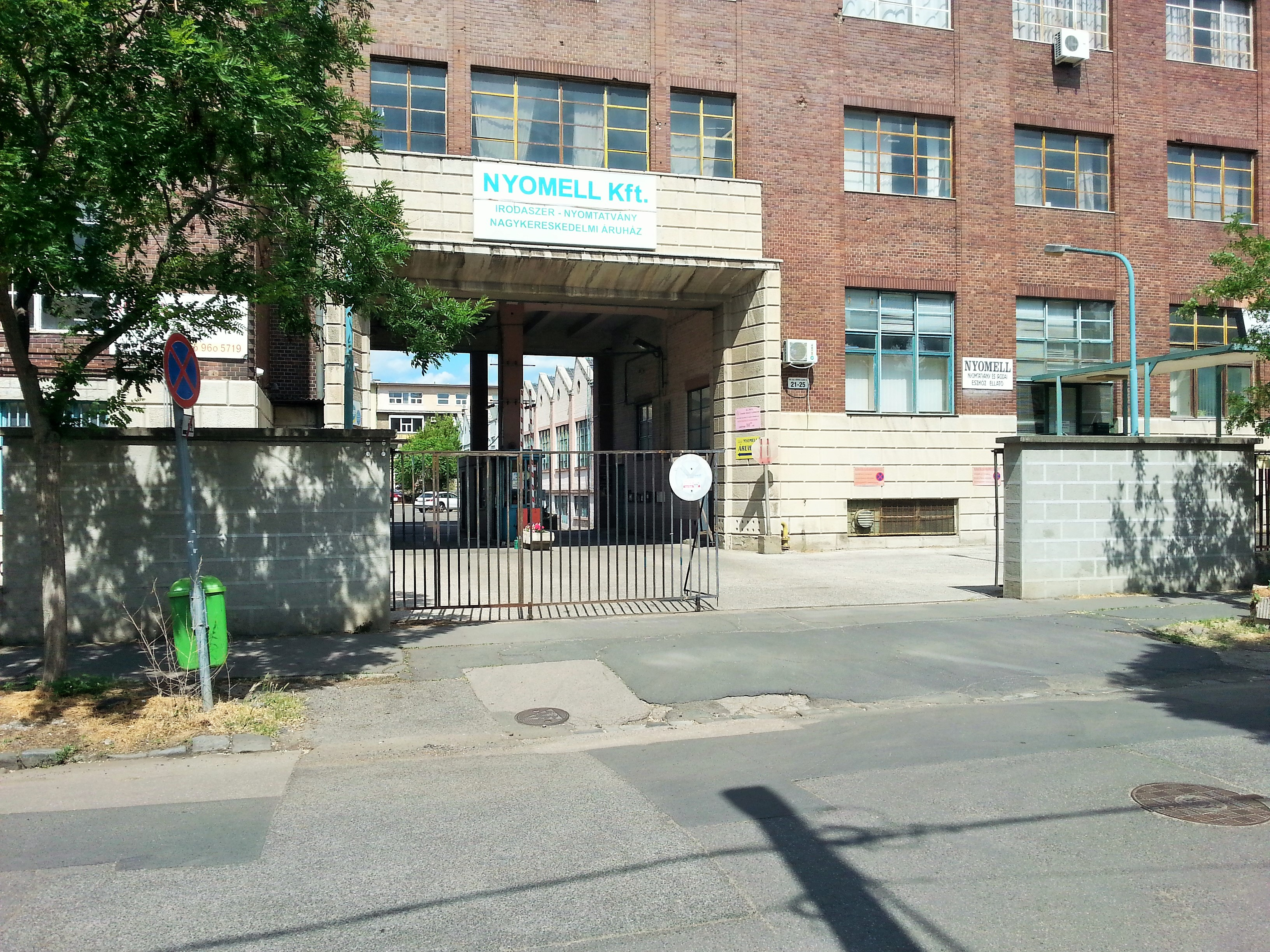
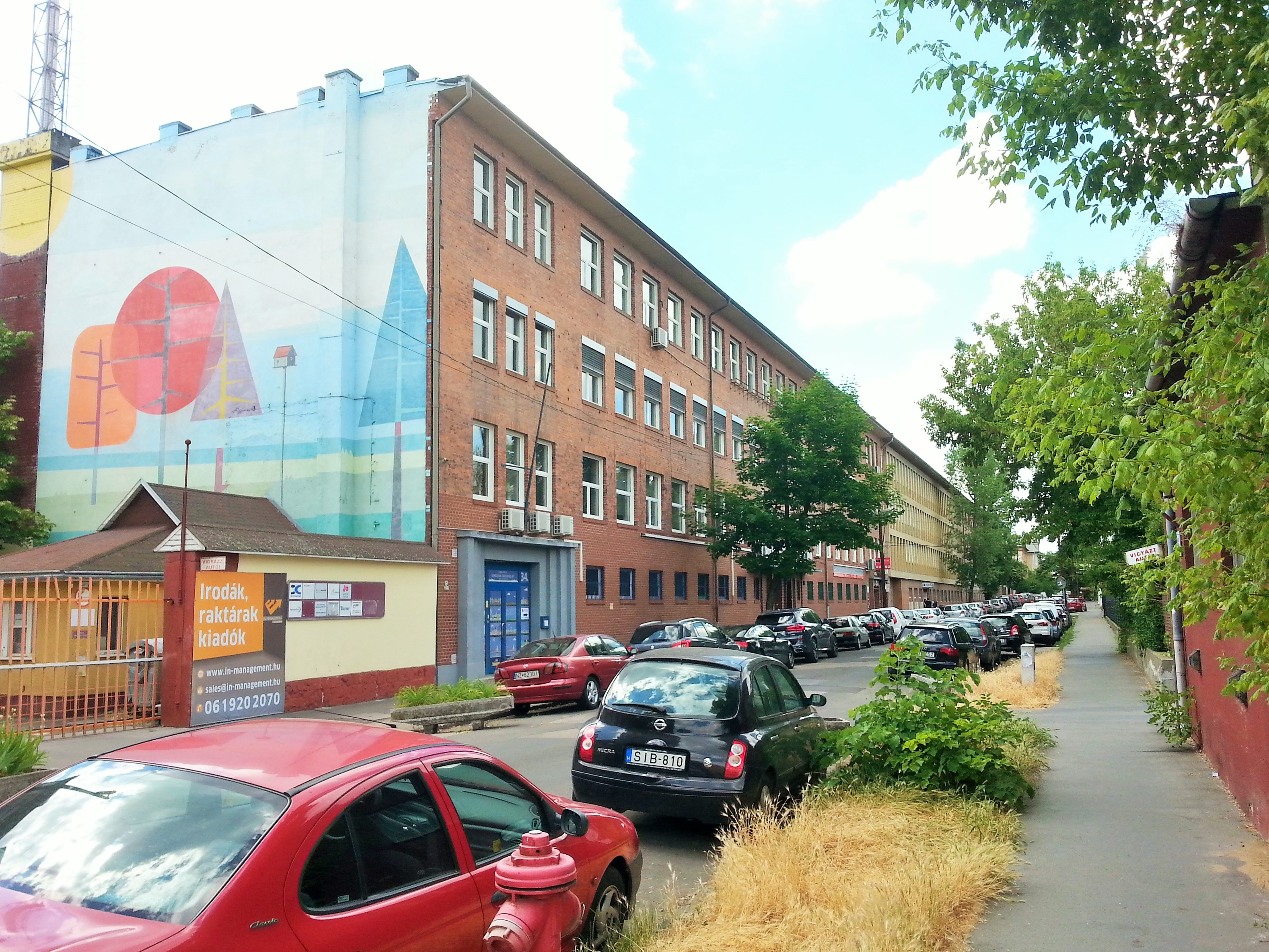

## Egyéb irodalom
- Budapest lexikon I–II. Főszerk. Berza László. 2., bőv. kiad. Budapest: Akadémiai. 1993.  ISBN 963-05-6409-2
- szerk.: Fodor Béla: Zuglói lexikon. Budapest: Dinasztia Kiadó, 31-33. o. ISBN 963-657-214-3 (1998)